# Romain Yves Perrin
Pour les articles homonymes, voir Perrin.
Romain Yves Perrin, né le 27 septembre 1777 à Voiron, mort à Montferrat (Isère) le 13 juillet 1848, était un homme politique français. Il fut avocat et adjoint au maire de Grenoble. Il été député de l'Isère à la Chambre des Cent-Jours en 1815. 

## Sources
- « Romain Yves Perrin », dans Adolphe Robert et Gaston Cougny, Dictionnaire des parlementaires français, Edgar Bourloton, 1889-1891 [détail de l’édition]